# John Erskine (1er comte de Mar)
Pour les articles homonymes, voir John Erskine et Erskine.
John Erskine (mort le 28 octobre 1572), 1er (ou 17e) comte de Mar, est régent d'Écosse de 1571 à 1572.

## Biographie

### Origine
John Erskine est le fils de John Erskine (mort en 1555), 5e lord Erskine et 16e comte de Mar de jure, qui fut gardien du roi Jacques V, avant d'être celui de sa fille, Marie Ier d'Écosse.

### Comte de Mar
John est d'abord commendataire de l'abbaye de Dryburgh à partir de 1547 avant de succéder à son père comme 6e lord Erskine, en 1552. Il adhère à la religion réformée mais ne se montre pas un partisan très ardent de celle-ci. Il est toutefois un des signataires de la lettre demandant au réformateur calviniste John Knox de revenir en Écosse en 1557.  Il assume le gouvernement du château d'Édimbourg pendant le conflit entre la régente Marie de Guise, et les « Lords de la Congrégation » mais il œuvre en permanence pour le rétablissement de la paix civile. En 1565, il reçoit le titre de comte de Mar.
En 1885, le Parlement du Royaume-Uni passe The Earldom of Mar Restitution Act stipulant que les descendants et héritiers de Robert Erskine († 1451/52), 1er lord Erskine, étaient comtes de Mar de plein droit (de jure), la saisie de leur titre et terres en 1435 étant illégale. Ainsi, John Erskine est en réalité comte de Mar de jure, mais pas de facto depuis 1555.

### Gardien et régent du roi
En 1567, après la destitution de la reine, la prise en charge du fils de Marie Stuart, le jeune Jacques est confiée à John Erskine, comte de Mar, « afin qu'il soit préservé, nourri et élevé » en sécurité au château de Stirling. Le jeune roi est formellement couronné à l'âge de treize mois comme Jacques VI d'Écosse, dans l'église de la Sainte Croix de Stirling, le 29 juillet 1567.  
En 1568, Marie s'échappe de prison, déclenchant une brève période de guerre civile. Le régent James Stuart, comte de Moray, défait les troupes de Marie à la bataille de Langside, la forçant à fuir vers l'Angleterre, où elle est emprisonnée par Élisabeth Ire. Le 22 janvier 1570, Moray est assassiné par James Hamilton de Bothwellhaugh et remplacé comme régent par le grand-père paternel de Jacques VI, Matthew Stewart, comte de Lennox, qui meurt plus tard des blessures reçues lors d'un combat contre des partisans de Marie. John Erskine, comte de Mar, est alors nommé régent en titre. Toutefois, il meurt peu après un repas chez James Douglas, 4e comte de Morton, où il est pris de violentes douleurs. Il décède le 28 octobre 1572 à Stirling. Morton,

## Union et postérité
John Erskine épouse Annabella Murray, fille de William Murray de Tullibardine, qui était une amie intime de la reine Marie Ire d'Écosse. Ils ont pour descendance connue :
- John Erskine († 1634), 18e comte de Mar ;
- Mary († 1575), qui épouse Archibald Douglas, 8e comte d'Angus.